# Achterhaven Zeebrugge-Heist
Achterhaven Zeebrugge-Heist (ook 'Kustbroedvogels te Zeebrugge-Heist' genoemd) is een Natura 2000-gebied (vogelrichtlijngebied BE2524317) in de Belgische gemeenten Brugge en Knokke-Heist. Het gebied is 498 hectare groot en ligt rond het Sterneneiland, nabij de deelgemeenten Heist en Zeebrugge. Het betreft natuur in de haven van Zeebrugge en het natuurgebied Baai van Heist.
Er komen zes Europees beschermde diersoorten voor in het gebied: dwergstern, grote stern, strandplevier, visdief, zilvermeeuw, zwartkopmeeuw.